# 米亚莱 (加尔省)
米亚莱（法語：Mialet，法語發音：[mjalɛ]）是法国加尔省的一个市镇，属于阿莱斯区。

## 地理

### 位置
米亚莱（44°6'39"N, 3°56'35"E）面积30.76 平方千米，位于法国奧克西塔尼大區加尔省，该省份为法国南部沿海省份，南端濒地中海，北起顺时针与阿尔代什省、沃克吕兹省、罗讷河口省、埃罗省、阿韦龙省和洛泽尔省接壤。
与米亚莱接壤的市镇（或旧市镇、城区）包括：热内拉尔格、圣塞巴斯蒂安-代格勒弗耶、圣保罗拉科斯特、圣马丹德布博、法兰西谷地圣艾蒂安、圣让迪加尔。
米亚莱的时区为UTC+01:00、UTC+02:00（夏令时）。

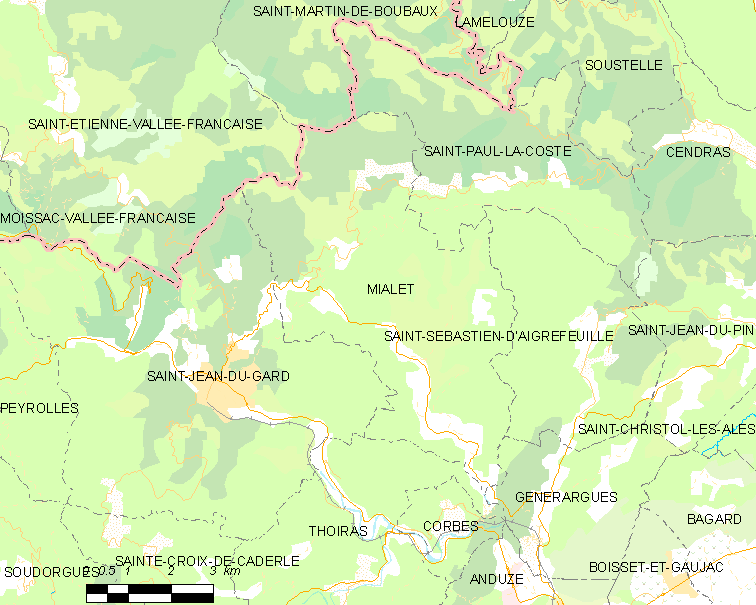
米亚莱的OSM定位图

### 村庄和地区
米亚莱由七个小村庄组成：吕齐耶、莱普埃什、马斯苏贝朗、波桑、维拉什、莱塞格拉迪讷、布吕盖罗莱和佩盖罗莱。
正是在这个小镇上，马斯苏贝朗是一个典型的塞文山区小村庄，拥有沙漠博物馆，是17世纪和18世纪新教徒抵抗的圣地。

### 气候
根据一项基于1971-2000年期间一系列数据的研究，2010年，米亚莱的气候属于地中海气候。2020年，法国气象局发布了法国大都市的气候类型学，其中该市位于山区气候和地中海气候之间的过渡区，位于普罗旺斯-朗格多克-鲁西永气候区，其特点是夏季降雨量低，日照量非常好（2600小时/年），夏季炎热（21.5℃），夏季空气非常干燥，四季干燥，强风（40%至50%的风频率>5米/秒）并且很少有雾。
1971-2000年期间，年平均温度为13.2°C，年热振幅为16.9°C。年平均降雨量为1272毫米，1月降雨量为7.7天，7月降雨量为3.9天。1991年至2020年期间，最近的气象站（位于直线距离5公里外的热内拉尔格）观测到的年平均温度为14.2°C，年平均降雨量为1239.7 mm。展望未来，根据不同的温室气体排放情景，该市2050年的气候参数估计可在2022年11月由法国气象局发布的专用网站上查阅。

### 自然环境

#### 保护区
监管保护是保护杰出自然区域及其相关生物多样性的最有力干预方法。在这种情况下，该市镇是塞文国家公园附着区的一部分。该国家公园创建于1967年，是一个由五个地理实体组成的中等山区：艾古阿勒峰、带着塔恩峡和容特峡的梅让峡谷、洛泽尔峰、塞文山谷和塞文山麓。
该地是塞文过渡区的一部分，该地区面积为116,032公顷，1985年被联合国教科文组织确认为生物圈保护区，因为其多变的自然环境构成了该地区，并拥有非凡的生物多样性，包括2400种动物、2300种开花植物和蕨类植物，以及无数苔藓、地衣和真菌。

#### Natura 2000网络

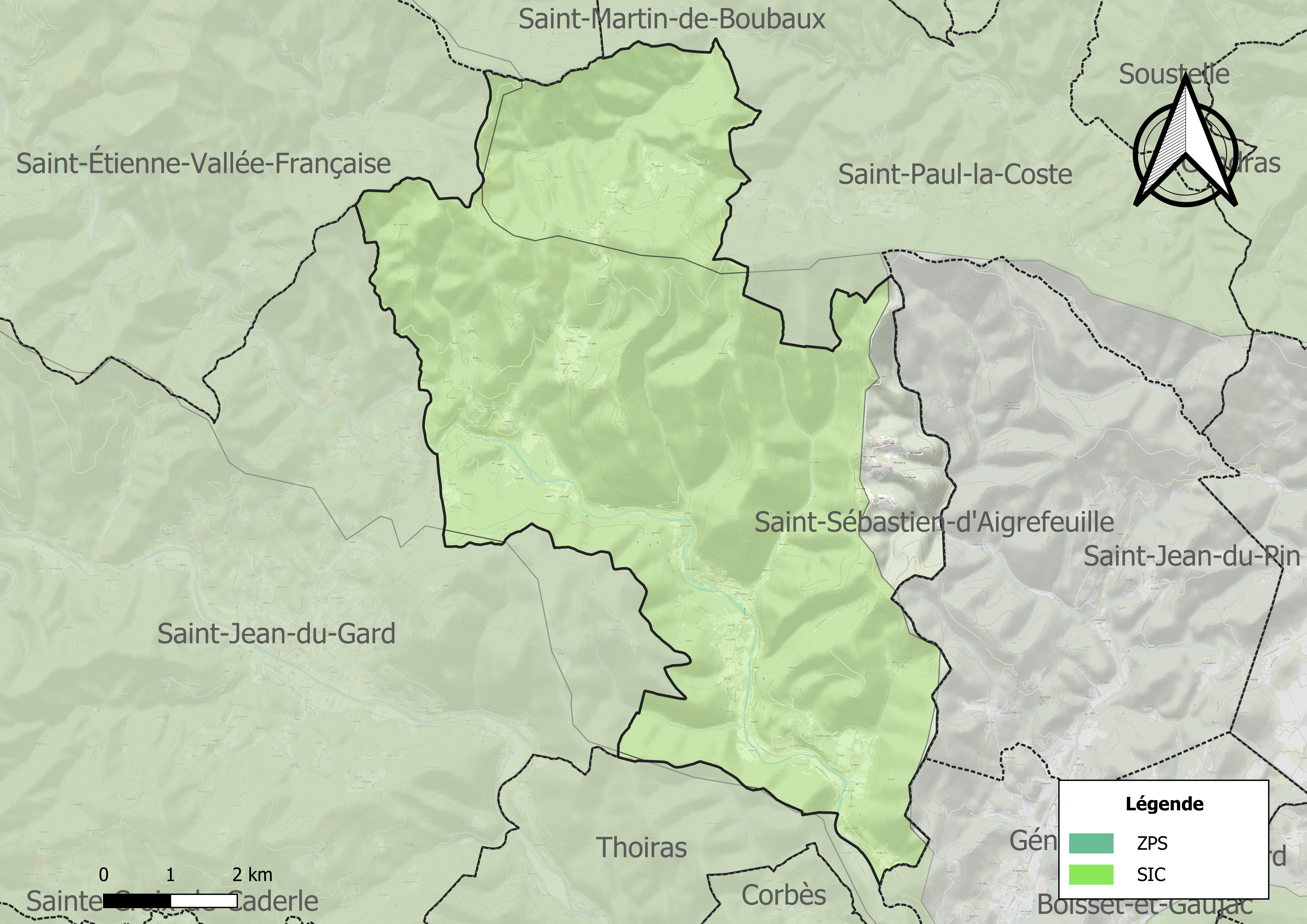
米亚莱Natura 2000区域范围

Natura 2000网络是根据栖息地和鸟类指令建立的具有生态意义的自然地点的欧洲生态网络，包括特别保育区（ZSC）和特别保护区（ZPS）。根据栖息地指令，在米亚莱定义了两个Natura 2000地域：
- “米亚莱拟鲤河谷”，面积23,371公顷，是社区感兴趣的鱼类种群的家园，包括地中海鲃鱼（Barbus meridionalis），但也包括河狸和白爪小龙虾[7]。

- “加莱松山谷”占地8637公顷，是一个非常内陆的山谷，比较荒芜。这里有萨尔兹曼松、干燥的岩蔷薇属（Cistus pouzolzii）和潮湿的沟壑，其中有许多蕨类植物。

#### 生态、动物群和植物群感兴趣的自然区域名录
生态、动物群和植物群感兴趣的自然区域名录（ZNIEFF）旨在覆盖生态最感兴趣的区域，主要目的是提高对国家自然遗产的认识，并为不同决策者提供一个工具，帮助他们在空间规划中考虑环境。镇上列出了三种1类ZNIEFF：
- “加尔东和老莫尔特山南坡的国家森林”（3041公顷），覆盖5个市镇，其中3个在加尔省，2个在洛泽尔省[8]；

- “黑森林和鲁维尔森林地块”（1,252公顷），覆盖该省的4个市镇；

- “罗克弗伊溪流周围的山谷”（2,146公顷），覆盖该省的3个市镇；

以及2类ZNIEFF：“加尔东的高谷”（73,898公顷），覆盖48个市镇，其中27个在加尔省，21个在洛泽尔省。

## 城镇化
米亚莱是一个农村市镇（村镇），因为它是INSEE公共密度网格意义上的低密度或非常低密度市镇的一部分。
此外，该镇是阿莱斯都会区的一部分，是环绕其周边的一个市镇。该地区包括64个市镇，分为5万至20万居民以下的地区。

### 土地使用
根据欧洲生物物理土地覆盖数据库（CLC）的数据，该市的土地覆盖率以森林和半自然环境的重要性为标志（2018年为87.3%），与1990年（88.2%）的比例大致相同。2018年的详细分布如下：森林（68.5%）、灌木和/或草本植被栖息地（18.8%）、异质农业区（7.1%）、草原（5.6%）该市土地使用及其基础设施的演变可以在该地区的各种地图表示中观察到：卡西尼地图（18世纪）、参谋部地图（1820-1866年）和IGN当前时期（1950年至今）的地图或航拍照片。

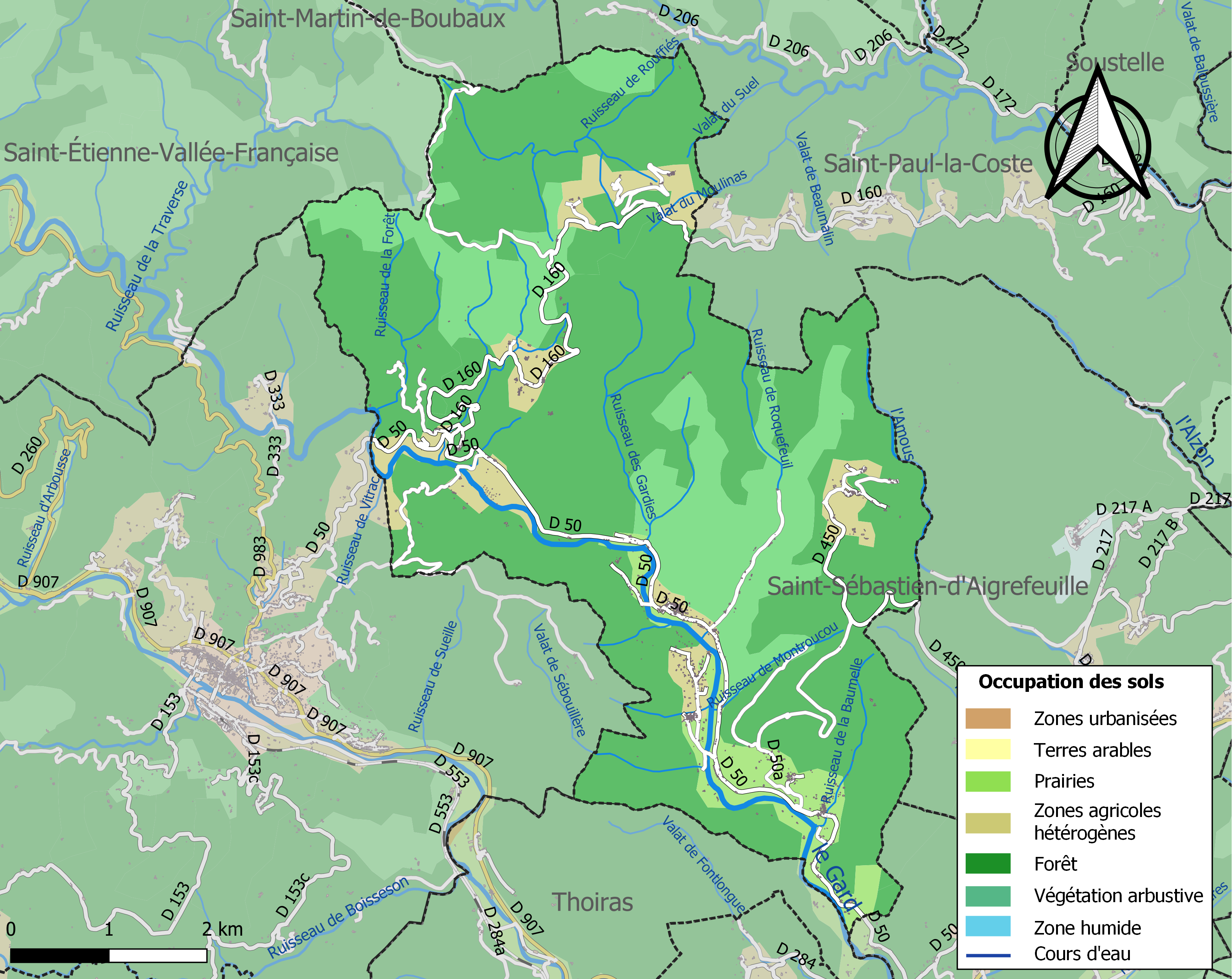
米亚莱土地使用情况，以不同的颜色区分

### 主要风险
米亚莱镇的领地容易受到各种自然灾害的影响：天气（风暴、雷雨、雪、严寒、热浪或干旱）、洪水、森林火灾、地面运动和地震（低地震活动）。它还面临一种特殊风险：氡风险。BRGM（地质和采矿研究办公室）发布的网站允许通过地址或地块编号简单快速地评估本地化财产的风险。

#### 自然风险
市政区域的某些部分可能受到洪水风险的影响，包括河流溢流和暴雨或快速上涨的河流，特别是加尔东河。由于1982年、1987年、1995年、1998年、2002年、2008年、2014年和2020年发生的洪水和泥石流造成的损失，该市被认定为自然灾害区域。

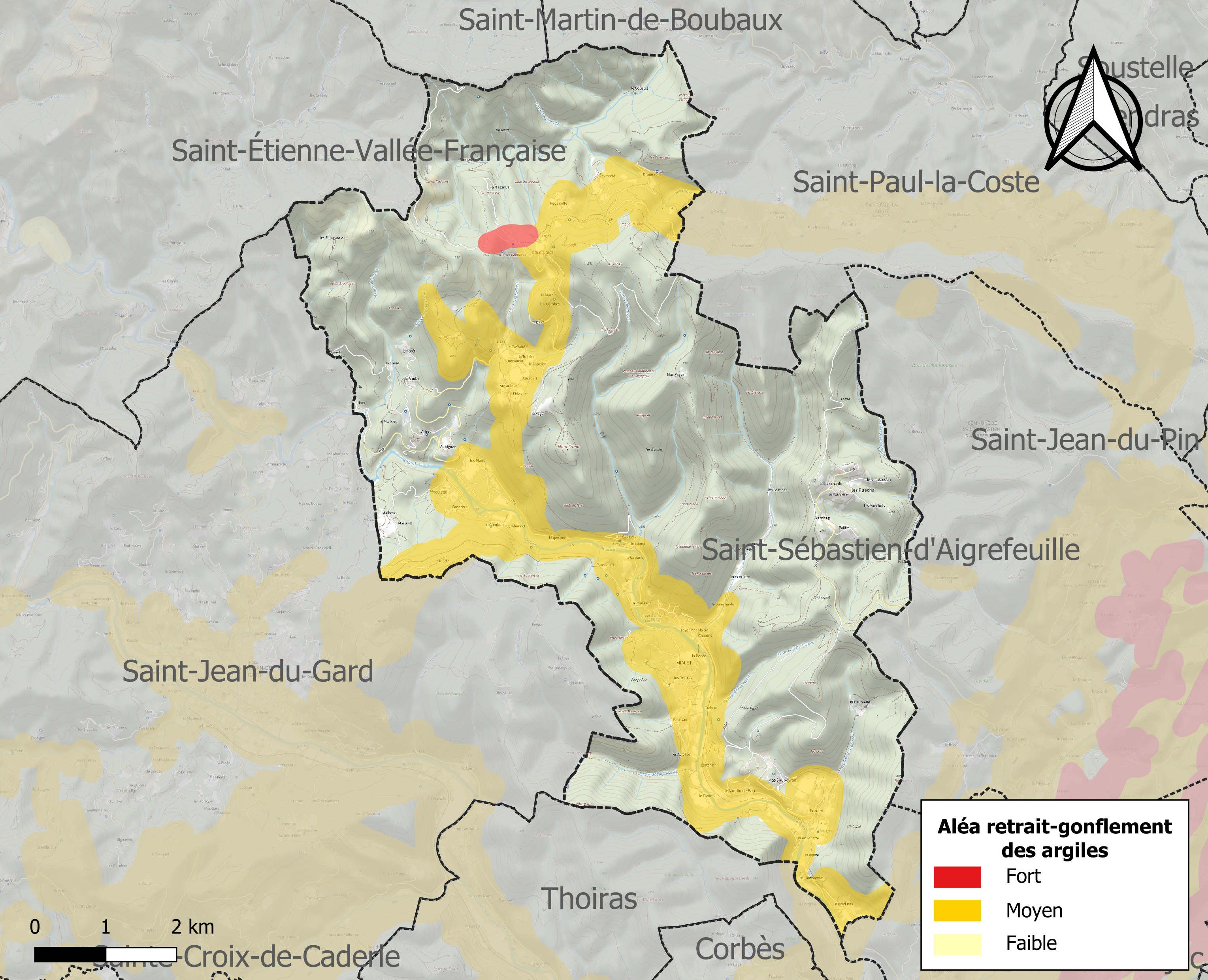
米亚莱粘土收缩膨胀危险区地图

米亚莱易受土地移动风险的影响，主要包括粘土的收缩和膨胀。在干旱和降雨交替的情况下，这种危险可能会对建筑物造成严重损坏。23.2%的市政区域处于中等或高风险（省级67.5%，全国平均48.5%）。在2019年该市统计的526栋建筑中，390栋处于中等或高风险，即74%，而省级为90%，国家一级为54%。BRGM网站上提供了国家领土暴露于粘土收缩膨胀的地图。
此外，为了更好地了解地面沉降的风险，国家地下洞穴清单允许定位位于市镇内的洞穴。

#### 重大风险
在国家领土的一些地区，在某些住宅或其他场所积累的氡可能是人口暴露于游离辐射的重要来源。加尔省的一些市镇或多或少受到氡风险的影响。根据2018年的分类，米亚莱镇被归类为3区，即具有显著氡潜力的区域。

## 名称
普罗旺斯语Mialet，来自罗曼语Melet，Mellet，来自拉丁语的Meletum。
居民被称为Mialétains（男性）和Mialétaines（女性）。

## 历史

### 史前至中世纪
- 周围山丘上的史前围墙遗迹（Sauque Ronde，451米）。
- 位于连接尼姆和热尔戈维（英语：Gergovie）（阿尔维纳之路）的雷格尔达纳路匝道边缘的防御哨所。
- 在腓力四世的宪章中，提到了“Hugue de Melete（于格·德·梅莱特）”先生。
- 1253年，骑士于格·德·梅莱（Hugues de Melet）向阿莱斯领主贝尔纳·佩莱的后代致敬[20]。

### 近代
1598年和1647年的两部作品提供了当时市镇生活的信息。
- 当地有18名梳理工、18名织工、4名磨坊主（全职）、1名面包师、1名裁缝、几名制帽工、骡工、歌舞演员、泥瓦匠，有时还有一名公证人。
- 文化多样，许多梯田（bancels或faïsses）见证了重要的活动，开始种植橄榄树、栗树和桑树。
- 十几家磨坊（油厂和谷物磨坊）和几家石灰窑正在运行。
- 人口约2000人，分布在八个村庄-米亚莱、波桑、吕齐耶和马斯苏贝朗，占60%。

米亚莱转投新教。1560年，在艾格拉迪纳（Aigladines）举行了第一次省级会议，1613年，征税扩建了圣殿。尽管1629年签订了阿莱斯和平协议，但中央政府和新教徒之间的紧张关系加剧。路易十四撤销了南特法令（1685年）。米亚莱进入一个困难时期。政府为将新教徒带回天主教会而采取严厉措施导致他们拿起武器反抗。他们成为卡米撒派，与一千名战士、农民和工匠组成的军队对抗30000人的军队。这是一场无情的战争。1703年3月，670名米亚莱居民，包括180名儿童，被驱逐到鲁西永。由于房屋的拆除速度不够快，国王授权焚毁塞文。1704年，卡米撒派领导人和国王代表之间的谈判最终结束了战斗。宗教活动受到严密监视，但当地仍忠于新教。
1709年出现一个极端寒冷的冬天：所有的橄榄树都被摧毁了。

### 法国大革命前后
1787年的《宽容法令》授予新教徒公民身份。他们于1789年12月恢复了公民权利，1837年恢复了圣殿。与此同时，他们在圣安德烈教堂庆祝他们的崇拜。

### 现代
加尔东河边建立了两个纺纱厂和一个鞋带厂，用于纺纱和使用丝绸。他们在1900年至1930年间停止了活动。
蚕养殖在50年代停止。在上一次战争期间，许多木炭在废弃烟气发动机时不再放烟。奔泰磨坊和特拉比克磨坊在同一年停止。60年代，古老的栗树因疾病而大量死亡。

## 行政
米亚莱的邮政编码为30140，INSEE市镇编码为30168。

### 选区
米亚莱所属的省级选区为拉格朗孔布县。

### 市长
- 市长（2020年-2026年）：雅克·韦里耶（Jack Verriez），DVG[21]。

## 人口
自1793年以来，该市的人口普查记录了居民人数的变化。对于居民少于10000人的市镇，每五年进行一次人口普查，通过差值或外推估算中间年份的法定人口。对于该市，2006年进行了新系统下的第一次全面人口普查。
2021年，米莱特共有626名居民，与2015年相比增长了2.29%（加尔省：+2.49%，法国不包括马约特：+1.84%）。

1962-2008年间米亚莱人口变化图示

## 经济

### 收入
2018年（INSEE于2021年9月发布的数据），米亚莱有277个纳税家庭，包括562人。每个消费单位的可支配收入中位数为20,130欧元（省平均为20,020欧元）。

### 就业
2018年，15至64岁的人口为358人，其中69.2%从事经济活动（55.5%就业，13.7%失业），30.8%不从事经济活动 。2018年，15-64岁的市镇失业率（根据人口普查）高于国家和加尔省平均，而2008年低于省平均。
该市是阿莱斯都会区周边的一部分，因为至少15%的资产在该点位工作。2018年有86个工作岗位，而2013年为85个，2008年为79个。居住在该市的就业人数为202人，这意味着就业集中度为42.6%，15岁或以上的活动率为45.7%。
在这202名15岁或以上的在职人员中，67人在市内工作，占居民的33%。82.2%的人使用四轮车或公司车辆上班，1.5%使用公共交通工具，6.5%骑两轮车、自行车或步行上班，9.9%不需要交通工具（在家工作）。

### 农业以外的活动
截至2019年12月31日，米亚莱有48家机构。
批发和零售贸易、运输、住宿和餐饮部门在该市占主导地位，占该市机构总数的27.1%（米亚莱48家机构中有13家），而在省一级为30%。

### 农业
该市镇位于塞文山脉，是一个位于加尔省西部的小农业区。2020年，该市农业的技术经济方向是饲养马和/或其他食草动物。在2020年农业普查中，统计了9个位于该市的农场（1988年有17个）。利用的农业面积为95公顷。

## 本地文化遗产

### 民用建筑

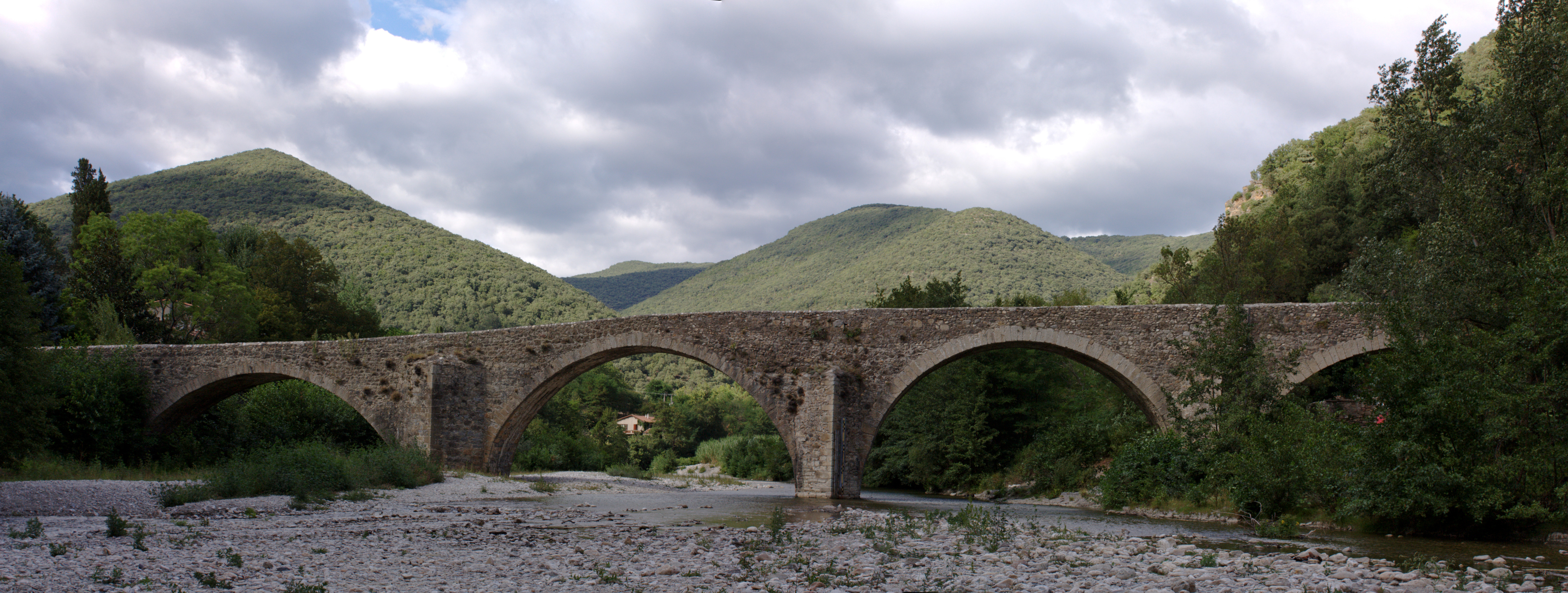
在加尔东河上的卡米撒桥

- 卡米撒桥 法国历史遗迹（1974年入选）[31]
- 阿巴里纳桥

### 宗教建筑
- 米亚莱圣安得烈教堂
- 米亚莱新教教堂

### 文化遗产

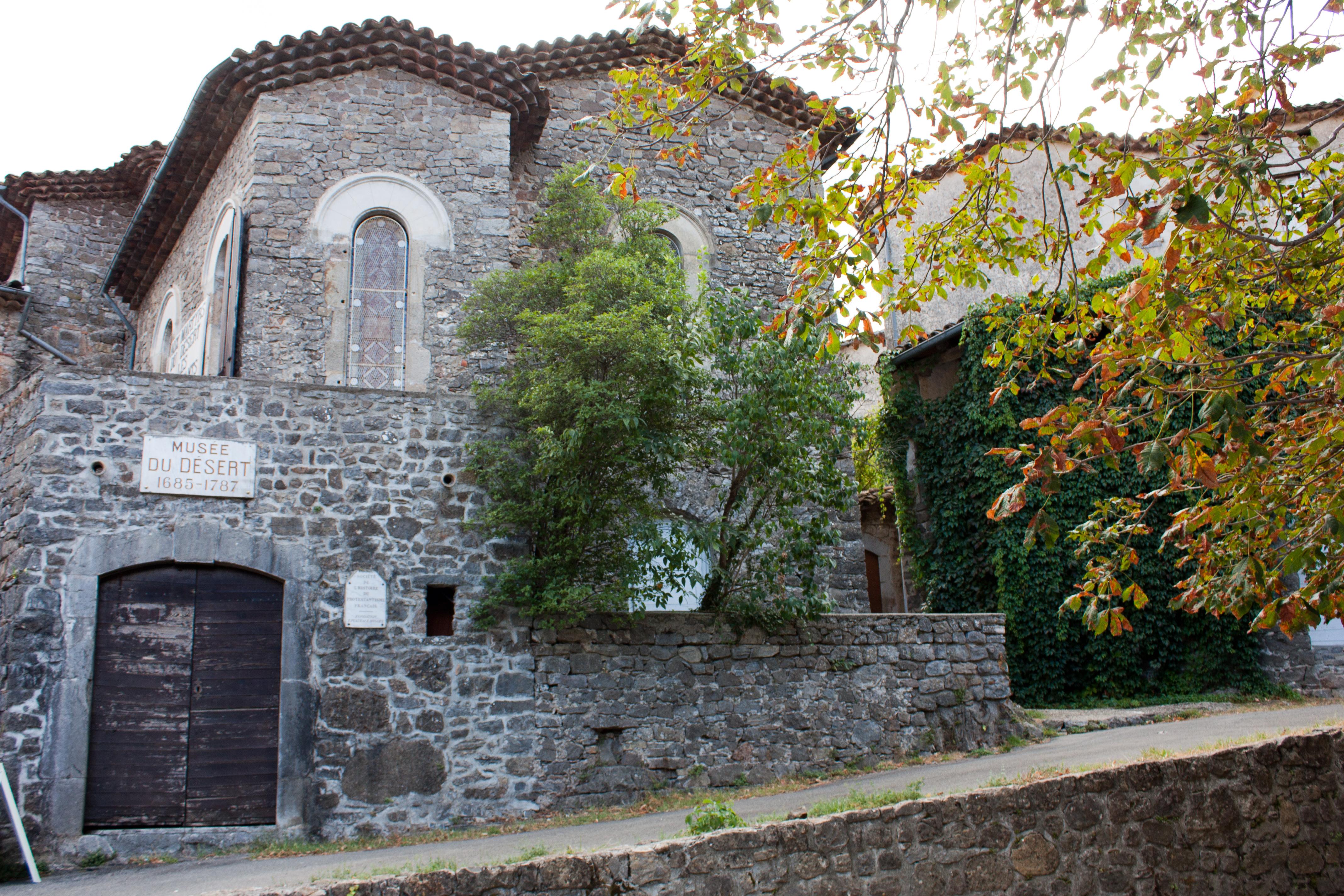
沙漠博物馆

- 马斯苏贝朗（Mas Soubeyran），米亚莱的小村庄，皮埃尔·拉波尔特的出生地，现在是沙漠博物馆。马斯以其沙漠大会而闻名，这是博物馆每年9月第一个星期天组织的新教年会。

### 自然遗产
- 特拉比克洞穴
- 1960年环法自行车赛使用了史蒂文森路（GR 70）和RD 160上的于格拉斯山口。

### 市镇相关人物
- 皮埃尔·拉波尔特被称为“罗兰”。1680年1月3日生于马斯苏贝朗，1704年4月14日死于卡斯泰尔诺瓦朗斯城堡。作为塞文山区的卡米撒派叛军首领，他也被称为“上帝之子将军”。
- 瑞士洞穴学家乔治·沃舍尔（1900-1982）在当地去世。
- 亨利·林德加尔（1925-1996），牧师和艺术家，长期居住在马斯苏贝朗，在那里他展示了自己的作品，并在近30年的时间里每年组织两次水彩画课程。

## 备注
1. ↑  公园周边地区（称为附着区）的监管更加灵活，以便从经济、社会和文化投资中获益，以遏制农村人口外流，并发展该地区的旅游设施。
2. ↑  在Natura 2000地点，成员国承诺通过监管、行政或合同措施将相关栖息地类型和物种保持在有利的保护状态。
3. ↑  1类ZNIEFF是一个面积通常有限的区域，其特征是存在稀有、显著物种或栖息地组合，或具有区域或国家自然遗产环境的特征。
4. ↑  2类ZNIEFF是大型、丰富或未经修饰的自然组合，具有重要的生物潜力。
5. ↑  根据2020年11月公布的城乡城市分区，根据农村地区部际委员会于2020年12月14日批准的农村地区新定义。
6. ↑  2020年10月，都会区的概念取代了旧的城市周边区概念，以便与其他欧盟国家进行一致的比较。
7. ↑  2024年1月1日生效的法定城市人口，2021年年份，在2023年1月2日生效的领土范围内定义，统计参考日期：2021年2月1日。
8. ↑  纳税家庭由同一住宅中列出的纳税家庭组成。它在某一年的存在是因为至少有一份独立的所得税申报表和居住税已知的住房占用是一致的。
9. ↑  根据国家统计局的定义，非活动人员包括学生、无薪受训人员、退休前人员、退休人员和其他非活动人员。
10. ↑  根据国家统计局的定义，机构是一个地理上个性化的生产单位，但在法律上依赖于法律单位。它生产商品或服务。
11. ↑  技术经济方向是控股公司的主要生产，取决于每个区域或牲畜对标准总产量的贡献。